# Augustus Wollaston Franks
Augustus Wollaston Franks (20 de marzo de 1826 - 21 de mayo de 1897) fue un anticuario inglés. 
Estudió en el colegio Eton y en el Trinity College de la universidad de Cambridge. Desde muy pronto mostró interés por el trabajo de anticuario, y en 1851 fue nombrado ayudante del Departamento de Antigüedades del Museo Británico. En 1855 fue responsable de la adquisición por parte del museo de las mejores piezas de la colección de Ralph Bernal Osborne, destacado político liberal y coleccionista, entre las que se encontraba el Cristal de Lotario. En el Museo Británico, y como director de la Sociedad de Anticuarios de Londres, puesto para el que fue designado en 1858, se convirtió en la primera autoridad de Inglaterra en antigüedades medievales de todo tipo, así como en porcelanas, vidrios, artesanía de pueblos primitivos y en general en todas las curiosidades orientales y obras de arte posteriores al período clásico.
En 1866, con las antigüedades británicas y medievales y las colecciones etnográficas, se formó un departamento diferenciado bajo su supervisión, como Conservador de Antigüedades Británicas y Medievales y Etnografía; la colección Christy de etnografía en Victoria Street, Londres, antes de añadirse a las colecciones del Museo Británico, estuvo también a su cargo. Llegó a ser vicepresidente y luego presidente de la Sociedad de Anticuarios, y en 1878 rechazó el cargo de bibliotecario principal (que era entonces el título del principal responsable ejecutivo del museo). En 1892 finalmente logró recaudar las 8.000 libras necesarias para la adquisición de la Copa de Santa Inés; "para Franks esta fue su mayor adquisición, y aquella de la que estaba más orgulloso". Para lograrlo, tuvo que financiar la compra, temporalmente, con 5.000 libras de su propio bolsillo. Se retiró al cumplir 70 años, en 1896.
Dedicó su gran fortuna principalmente a la colección de cerámica y objetos preciosos de arte medieval (que incluían también, sin embargo, numerosas piezas del Tesoro del Oxus), la mayor parte de las cuales pasaron a ser propiedad del estado, bien por donación en vida, bien por legado tras su muerte; el Cofre Franks es, posiblemente, la pieza más conocida de su colección. Aunque fue sobre todo un anticuario medieval, Franks fue también una autoridad en arte clásico, sobre todo en antigüedades romano-británicas. Le interesaron también sobremanera los ex libris y los naipes, de los que reunió importantes colecciones. Editó Horae Ferales de Kemble y escribió varias monografías sobre temas arqueológicos. Quizá en este campo su obra más importante sea el catálogo de su propia colección de porcelanas. 
La bisabuela de Franks, Sarah Knight, era prima de Richard Payne Knight, otro acaudalado benefactor del Museo Británico. Augustus culpaba a sus genes de su obsesión por el coleccionismo. "El coleccionismo es una enfermedad hereditaria, y me temo que es incurable".
Franks falleció el 21 de mayo de 1897 y sus restos reposan en el Kensal Green Cemetery de Londres.